# 반포도서관
반포도서관은 서울특별시 서초구에 있는 공립 도서관이다.

## 연혁
- 2013년 1월 23일 준공.
- 2013년 3월 12일 개관.